# خانم مسابقه
خانم مسابقه (به انگلیسی: Quiz Lady) فیلمی محصول سال ۲۰۲۳ و به کارگردانی جسیکا یو است. در این فیلم بازیگرانی همچون آکوافینا، ساندرا اوه، جیسون شوارتزمن، تونی هیل، هالند تیلور، دومب فاندد، ویل فرل، پل روبنز، انجلا تریمبر و فیل لامار ایفای نقش کرده‌اند.